# ミュージック・コーポレーション・オブ・アメリカ
ミュージック・コーポレーション・オブ・アメリカ（Music Corporation of America、MCA）はアメリカ合衆国の娯楽企業。元々は1924年にシカゴに設立されたタレント事務所だが、その後、MCAレコードやユニバーサル映画を傘下に持つ総合メディア企業に転身した。
現在はNBCユニバーサルの一部となっている。

## 沿革
- 1924年 ジュールズ・スタインがシカゴにタレント事務所としてMCAを設立
- 1948年 テレビ事業に参入
- 1952年 英デッカ・レコードの米国法人（→米デッカ）がユニバーサル・ピクチャーズを買収
- 1957年 パラマウント映画の1948年以前の作品の版権を買収、映画事業参入への第一歩を記す
- 1958年 ユニバーサル・ピクチャーズのスタジオ（事業ではない）を買収
- 1962年 米デッカを買収、ユニバーサル・ピクチャーズの全事業を傘下に収める
- 1973年 米デッカをMCAレコードと改名
- 1979年 ABCレコードを買収
- 1985年 チェス・レコードを買収
- 1988年 モータウン・レコードを8100万ドルで買収
- 1990年 ゲフィン・レコードとGRPレコードを買収
- 1990年 松下電器産業（現・パナソニックホールディングス）がMCAを買収
- 1995年 シーグラムがMCAを買収
- 1996年 社名をユニバーサル・スタジオに変更し、それに従いMCAレコードもユニバーサルミュージックに改名
- 1998年 ユニバーサルミュージックとポリグラムを統合
- 2000年 シーグラムの娯楽部門とヴィヴェンディ、カナル・プリュスの統合により、ヴィヴェンディ・ユニバーサルが誕生
- 2004年 ヴィヴェンディ・ユニバーサルの娯楽部門とテレビ局NBCとの合併によりNBCユニバーサルが誕生
- 2025年 ユニバーサル ミュージック グループ ナッシュビルは、キャピトル・レコード・ナッシュビル、EMIレコード・ナッシュビル、マーキュリー・ ナッシュビル、MCAナッシュビル、ルシール・レコードで構成されるMCAブランドに変更され、新時代を迎えた